# عين العروس (اللاذقية)
عين العروس قرية سورية تتبع ناحية مركز القرداحة في منطقة القرداحة في محافظة اللاذقية. بلغ عدد سكانها 939 نسمة في عام 2004 حسب إحصاء المكتب المركزي للإحصاء.